# Electric Sukiyaki Girls
『Electric Sukiyaki Girls』（エレクトリックスキヤキガールズ）は、2014年5月21日にYou'll Recordsよりリリースされたゆるめるモ!の通算3枚目のミニアルバム。

## 概要
全楽曲の作詞を作家・脚本家の小林愛が務めている。
収録楽曲の内、『生きろ!!』『スキヤキ』のミュージック・ビデオが制作されている。
アルバムのジャケットはESG のアルバム『A South Bronx Story』のオマージュである。

## 収録曲
1. あさだ  【3:02】作詞：小林愛　作曲・編曲：ハシダカズマ
ESGのオマージュとなっている。この楽曲と「アーメン」は、収録曲の「スキヤキ」から小林が連想し名付けられた。(スキヤキ→上を向いて歩こう(海外での同曲のタイトルが「Sukiyaki」)→永六輔(「上を向いて歩こう」の作曲者)→浅田飴(永六輔が13年おきにテレビCM)に出演している)→あさだ、アーメン)[2]
カウベルが使用されている。ライブのグッズとしてカウベルが販売されたことがあり、ライブで披露される際には「カウベル持ってる人ー？」とMCで呼びかけることもある。
ゆるめるモ！初主演映画「女の子よ死体と踊れ」劇中歌として新録ver.が製作されている。
2. 生きろ!! 【4:26】作詞：小林愛　作曲・編曲：松坂康司
「逃げろ!!」の続編として製作された楽曲。景色が人間に語りかけるという壮大な内容となっている。[2]
ゆるめるモ！の中では数少ない典型的なアイドルソングとしての活躍を狙って製作されMVも存在するが、ライブで披露される機会は少ない。
3. 私の話、これでおしまい 【4:10】作詞：小林愛　作曲・編曲：マル（HONDALADY）
  - 原曲はHONDALADYの「愚仮面」で、歌詞の違う異名同曲である。
4. アーメン 【3:09】作詞：小林愛　作曲・編曲：ハシダカズマ
リリース当初のライブでは「あさだ」に続けて披露されることが多かった。この楽曲でもカウベルが使用されている。
「あさだ」同様「女の子よ死体と踊れ」劇中歌として新録ver.が製作されている。
5. スキヤキ 【5:37】作詞：小林愛　作曲：田家大知・松坂康司 編曲：松坂康司
「ミニマルに踊らせたい」という趣旨のもと製作された楽曲。MVが存在する。
歌詞はそれぞれすき焼きの具について歌っている。
6. あさだ (Instrumental)
7. 生きろ!! (Instrumental)
8. 私の話、これでおしまい (Instrumental)
9. アーメン (Instrumental)
10. スキヤキ (Instrumental)

## 規格品番
YLRC-5